# 人時
人時（英語：Man-hour），又稱工時、工作時數，為一般程度的工人，在一小時內，所能完成的正常工作量。這是一個概略的估計量，用來計算一個工人在不受打擾時，要完成一件工作時，需要花費的總時間。
人時的計算，不計入休息時間，以及工人用來做其他雜事的時間，例如用於吃飯、休息、聊天、社交或活動身體的時間，都不被計入。人時只考慮純粹用於工作的時間。搭配甘特圖等工具，可以用來作為生產過程的控制及計劃。

## 類似概念
一個工人，在一個月內，所能完成的工作量，稱為人月（Man-month）。此外，還有人日（Man-day），人週（man-week），人年（Man-year）等類似的估計量。

## 批評
在《人月神話》中，批評以人時或人月的概念來估計軟體開發時程，對於專案的成功是有害的。